# Остров-тюрьма

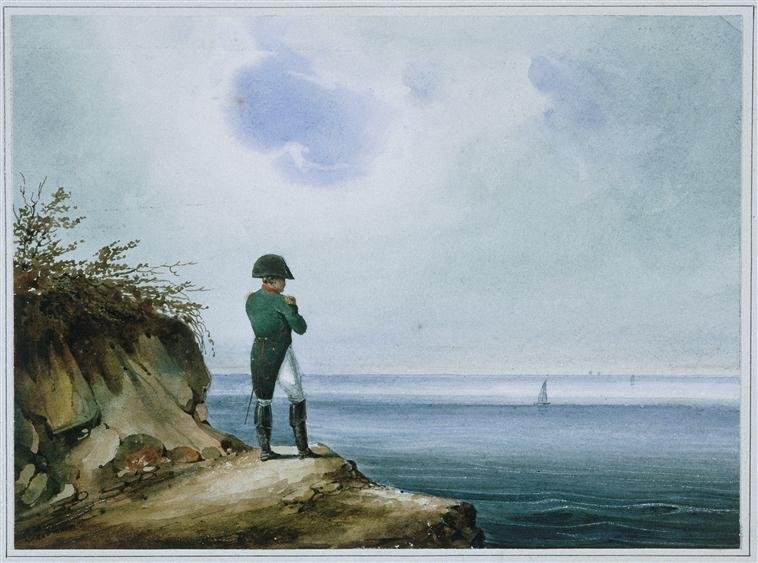
Наполеон на острове Святой Елены, картина Франца-Йозефа Зандманна (1820)

Острова-тюрьмы — острова, использовавшиеся для содержания заключённых, сосланных и каторжников. Речные и морские острова из-за их естественной изоляции, препятствующей побегу, часто использовались в качестве мест для тюрем, ссылки и каторги на протяжении всей зафиксированной в источниках мировой истории, с древнейших времён до наших дней.

## Острова-тюрьмы по странам

### Бахрейн
- Остров Джидда, тюрьма с 1930 по 1970-е годы

### Болгария
- Остров Святой Анастасии, использовавшийся в качестве тюрьмы для политических заключенных с 1925 по 1940 год.

### Великобритания и Ирландия
- Басс-Рок, замок, использовавшийся как тюрьма с 15 по 18 век.
- Остров Дрейка, тюрьма в 17 веке
- Инишбофин, звездный форт на острове, использовался как тюрьма для католических священников во время вторжения Кромвеля в Ирландию.
- Остров-тюрьма, тюрьма XVII века
- Остров Спайк, графство Корк, с 1847 по 2004 год. Часть договорных портов.

### Восточный Тимор
- Атауро, используемый в качестве тюрьмы Португалией и Индонезией

### Вьетнам
- Остров Коншон, французская колониальная и южновьетнамская тюрьма

### Гонконг
- Хей Лин Чау
- Центр лечения наркозависимости «Хэй Линг Чау», 1975–настоящее время
- Исправительное учреждение Хей Лин Чау, 1994–настоящее время
- Исправительное учреждение Лай Сан, 1984–настоящее время
- Исправительное учреждение Ней-Кву, 2002–настоящее время
- Тай А Чау, Центр заключения Тай А Чау, 1991–96 гг.

### Греция
- Агиос Эфстратиос,
- Гиарос, тюрьма и лагерь пыток после гражданской войны в Греции
- Макронисос, политическая тюрьма с 1920-х по 1970-е годы

### Индия
- Остров Росс, тюрьма с 1858 по 1945 год
- Вайпер-айленд, бывшая британская тюрьма

### Индонезия
- Буру, тюрьма в 1960-1970-х годах
- Нуса Камбанган, печально известный остров-тюрьма у южного побережья Явы, на котором расположено несколько тюрем

### Ирландия
- Остров Спайк, графство Корк, тюрьма, существовавшая с XVII века (нынешняя постройка — бастионный форт XVIII века под названием Форт Митчел). Она была закрыта в 2004 году и сейчас является музеем.

### Италия
- Асинара, тюрьма с Первой мировой войны до 1997 года
- Эльба, принадлежавшая Наполеону с 1814 по 1815 год
- Горгона, место расположения сельскохозяйственной исправительной колонии с 1869 года .
- Пьяноза, тюрьма с 1856 по 1998 год
- Понца, тюрьма во времена фашизма
- Остров Санто-Стефано, тюрьма с 1797 по 1965 год; «итальянский Алькатрас»
- Устика, тюрьма с фашистской эпохи до 1950-х годов

### Канада
- Остров Джорджес, тюрьма во время Семилетней войны и Американской революции
- Остров Мелвилл, тюрьма с 1793 по 1815 и с 1856 по 1930-е годы
- Нормандские острова
- Олдерни, 1940–1945, четыре лагеря, построенные во время немецкой оккупации Нормандских островов : два лагеря «добровольцев» ( лагерь Боркум, лагерь Нордерней ) и два вспомогательных лагеря концлагеря Нойенгамме ( лагерь Гельголанд, лагерь Зюльт ). Европейские подневольные рабочие были отправлены на строительство укреплений на острове.

### Китай
- Тюрьма Дунгуань занимает большую часть острова Синьчжоу на Ист-Ривер.

### Колумбия
- Остров Горгона, тюрьма с 1959 по 1984 год

### Коста-Рика
- Остров Сан-Лукас, тюрьма с 1873 по 1991 год.

### Океания
- Остров Рождества, местонахождение Центра содержания под стражей острова Рождества, в котором содержатся люди, въехавшие в Австралию в качестве нелегальных иммигрантов. Центр обработки для определения лиц, действительно ищущих убежища, и возвращения тех, кто таковым не является. [ 3 ]
- Остров Кокату, использование в качестве тюрьмы началось в 1839 году.
- Остров Грейт-Палм, тюрьма для аборигенов ( поселение аборигенов острова Палм )
- Остров Лос-Негрос (Папуа-Новая Гвинея), место расположения Регионального центра обработки Манус с 2001 по 2017 год
- Остров Норфолк, исправительная колония с 1788 по 1814 год
- Остров Пинчгут, тюрьма в 1790-х годах
- Остров Роттнест, тюрьма для аборигенов с 1838 по 1931 год
- Остров Святой Елены, тюрьма с 1867 по 1933 год
- Остров Сара и соседний остров Граммет

### Остров Мэн
- Лагерь для интернированных Хатчинсон, 1940–1945, на юго-востоке острова Мэн . Содержал австрийских и немецких интернированных до 1944 года, когда стал лагерем для военнопленных.

### Мадагаскар
- Лонг-Айленд

### Малайзия
- Остров Джереджак, где с 1969 по 1993 год находился реабилитационный центр Джереджак; его называли «Малайзийским Алькатрасом».

### Мальдивы
- DhooniDhoom

### Мексика
- Острова Мариас, место расположения федеральной тюрьмы Ислас-Мариас с 1905 по 2019 год

### Намибия
- Концентрационный лагерь на острове Шарк, 1905–1907 гг., использовался во время геноцида гереро и намаква.

### Новая Зеландия
- Остров Мотуихе, лагерь для интернированных во время Первой мировой войны, известный тем, что там содержался Феликс фон Люкнер.

### Норвегия
- Остров Бастой, либеральная тюрьма, открытая в 1982 году
- Мунхольмен

### Панама
- Койба, тюрьма с 1919 по 2004 год

### Перу
- Эль-Фронтон, тюрьма с 1917 по 1980-е годы
- Остров Сан-Лоренцо, временная тюрьма в 1990-х годах.

### Португалия
- Сантьяго, Кабо-Верде, место расположения концентрационного лагеря Таррафал с 1936 по 1974 год.

### Россия
- Валаам
- Остров Витте (Йоканьга)[источник?]
- Кроншлот
- Моржовец
- Остров Мудьюг, концлагерь недалеко от Архангельска
- Остров Назино, место массовой депортации и убийств в 1933 году
- Остров Огненный, с 1917
- Свияжск, место ссылки с царских времён и советской тюрьмы
- Соловецкие острова, место Соловецкого лагеря ГУЛАГа
  - Анзерский
  - Большая Муксалма
  - Малая Муксалма (остров)
- Остров Трофимовский, место ссылки литовцев и финнов в дельте реки Лены

### Святая Елена
- Остров Святой Елены, где содержался Наполеон ; содержались пленные во время Второй англо-бурской войны.

### Сейшельские острова
- Остров Коэтиви
- Остров Марии Луизы, с 2012 по 2017 год

### Сингапур
- Остров Сенанг, тюрьма с 1960 по 1964 год

### Сирия
- Арвад, тюрьма во времена французского колониального правления

### Соединённые Штаты
- Остров Алькатрас, местонахождение федеральной тюрьмы Алькатрас с 1934 по 1963 год.
- Белл-Айл, лагерь для военнопленных (конфедератов) во время Гражданской войны в США
- Остров Касл, тюрьма в 18 веке
- Остров Дир-Айленд, где находится тюрьма острова Дир, закрытая в 1991 году.
- Диего-Гарсия, заморская территория Соединенного Королевства, которая, как полагают, была тайной тюрьмой ЦРУ около 2005 года.
- Драй-Тортугас / Гарден-Ки, тюрьма на острове Форт-Джефферсон во время и после Гражданской войны в США
- Остров Говернорс
- Остров Харт, тюрьма с 1865 по 1967 год
- Остров Джонсона, лагерь для военнопленных (Юнион) во время Гражданской войны в США
- Кахо'олаве, гавайская исправительная колония с 1830 по 1853 год.
- Остров Макнил, где с 1875 по 2011 год располагался исправительный центр острова Макнил.
- Остров Рикерс, местонахождение главного тюремного комплекса Нью-Йорка
- Рок-Айленд, лагерь для военнопленных (Юнион) во время Гражданской войны в США
- Остров Рузвельта (бывший остров Блэквелла), тюрьма в 19 веке
- Терминал-Айленд, федеральная тюрьма с низким уровнем безопасности

### Таиланд
- Ко Тао В период с 1943 по 1944 год Ко Тао использовался как политическая тюрьма.

### Тайвань
Зеленый остров, тюрьма в период военного положения на Тайване

### Танзания
Чангуу, известный как «Остров-тюрьма»; место содержания мятежных рабов в 1860-х годах

### Тринидад и Тобаго
- Остров Каррера, тюрьма с конца 19 века.
- Ата, тюрьма с 2001 года

### Турция
- Остров Призон, бывшая римская тюрьма
- Остров Имрали, место расположения тюрьмы с 1935 года

### Фиджи
- Нукулау, тюрьма с 2000 по 2006 год

### Франция
- Иль-Рояль, 1852–1952, часть исправительной колонии острова Дьявола
- Остров Дьявола (Куру), 1852–1952, часть исправительной колонии острова Дьявола
- Остров Святого Иосифа, 1852–1952, часть исправительной колонии острова Дьявола
- Остров Сент-Маргерит, 1600–1900 гг.
- Остров Иль-д'Йё в 1945–1951 годах использовался для заключения Филиппа Петена, лидера коллаборационистов режима Виши во Франции .
- Замок Иф, XVII век–1890, известный как место действия «Графа Монте-Кристо»

### Хорватия
- Голи оток, местонахождение тюрьмы и лагеря пыток для политических диссидентов в СФРЮ с 1949 по 1988 год

### Черногория
- Грможур, укрепленный остров на Скадарском озере, служивший тюрьмой
- Мамула, место расположения фашистского итальянского концентрационного лагеря с 1942 по 1945 год

### Эритрея
- Накура, колониальный итальянский лагерь для военнопленных Нокра

### ЮАР
- Остров Роббен, где с 1961 по 1996 год находилась тюрьма острова Роббен. Остров использовался для заключения политических заключенных еще в XVII веке, а затем во время войн с племенем коса.

### Южная Корея
- Коджедо, действовал во время Корейской войны ; лагерь военнопленных Кодже

### Япония
- Хатидзё-дзима, тюрьма до Реставрации Мэйдзи
- Камисима, тюрьма в период Эдо

## Острова-тюрьмы в массовой культуре
- Граф Монте-Кристо (1846), Замок Иф
- Красная пешка (1932)
- Узник острова Акул (1936), Драй-Тортугас
- Я был узником на острове Дьявола (1941), Остров Дьявола
- Остров пропавших без вести (1942), Каруба
- Чудо-женщина (1942)
- 20 000 лье под водой (1954), Рура Пенте
- Ванджи Коттай Валипан (1958)
- Приключения Бэтмена (1968), Остров Сатаны
- Мотылёк (1969), Остров Дьявола
- Онна-ро Хизу (1970)
- Эта Земля Человечества (1980), Буру
- Побег из Нью-Йорка (1981), Манхэттен
- Верните их к жизни (1982), Кампун
- Прикоснись к дьяволу (1982), Белл-Айл
- Рассказы о золотой обезьяне (1982)
- «Козел отпущения» (1983), Остров Дьявола
- В поисках живых мертвецов (1986)
- Война за Возвышение (1987)
- Супермен 2 (1987), Остров Страйкера
- Остров огня (1990)
- Ravage 2099 (1992), Хеллрок, Нью-Йорк
- Нет выхода (1994), Абсолом
- Зеленый Фонарь (1994), Остров Слэбсайд
- Восход Венеры (1995)
- Уличные акулы (1995)
- «Скала» (1996), Алькатрас
- Побег из Лос-Анджелеса (1996), Лос-Анджелес
- Темный спаситель (1996)
- Царства Аркании: Тени над Ривой (1996)
- Ривен (1997)
- «Пугало перед сном» (1998), Hole Island
- Зена — королева воинов (1999)
- Гарри Поттер и узник Азкабана (1999), Азкабан
- JoJo's Bizarre Adventure : Stone Ocean (1999), тюрьма Green Dolphin Street, также известная как «Аквариум», Флорида
- Resident Evil – Code: Veronica (2000), остров Рокфорт в Южном океане
- Sonic Adventure 2 (2001), Остров Тюрьмы
- Капитан Немо: Фантастическая история темного гения (2002), Рура Пенте
- Охотник за привидениями (2003), Тюрьма Шрам Дьявола
- Г-н Н. (2003), остров Святой Елены
- Эберрон (2004), Dreadhold
- Соник Икс (2004)
- Страдание (2004), остров Карнейт, Мэриленд
- Пир для стервятников (2005), Гастон Грей
- Семя (2007)
- Поптропика (2007)
- Обитатели лета, Губка Боб Квадратные Штаны (2007), Остров Инферно
- Летчик (2008), Литл-Соленый
- Голго 13 (2008), Остров Пандора
- НовиКрафт (2008)
- Castlevania: Order of Ecclesia (2008), остров-тюрьма Минера
- Аватар: Легенда об Аанге (2008), Кипящая Скала
- Супертюрьма! (2008), Остров Супертюрьмы
- Xenoblade Chronicles (2010), Остров-тюрьма
- Мазинкайзер СКЛ (2010)
- Мир Варкрафта: Катаклизм (2010)
- Бруклин без границ (2010), США
- Остров мертвых (2011)
- Стрела (2012), Чистилище
- Айрис II: Новое поколение (2013)
- Might & Magic X: Legacy (2014), Форт Лаегайр
- Готэм (2015)
- Заключенный 489 (2015)
- Кайджумакс (2015)
- Таинственный Джокер (2015), Рай Демона
- Сказки Зестирии X (2016)
- Divinity: Original Sin II (2017), Форт-Джой
- Ярость Бахамута (2017),
- World of Warcraft: Битва за Азерот (2018), Конец Судьбы
- Выживший (2018)
- Мечта SMP (2020), Хранилище Пандоры
- Один выстрел (2021)
- Пенниуорт (2022), Гебриды
- Плохие парни (2022), Супер-ультра-сумасшедший Макс, Лос-Анджелес
- Diablo Immortal (2022), Stormpoint
- Octopath Traveler II (2023), остров Фригит